# ラムスタ (ネーロイ)
ラムスタ（ノルウェー語: Ramsta）またはラムスタッド（ノルウェー語: Ramstad）は、ノルウェーのトロンデラーグ県ネーロイスン市にある小さな農村。古ノルド語名のフラヴニスタ（Hrafnista）で知られる。ラムスタ村は Folda フィヨルドの河口近くの島にあり、 Abelvær 村と Steine 村の概ね中間に位置する。
この地は、「フラヴニスタの人々のサガ」と呼ばれる一群の伝説的サガに登場する幾人かの英雄たちを輩出した一族の故郷であった。ネーロイの島々は古くから人々が集う場所であり、ナムダーレン（古ノルド語名はナウムダル Naumudalr）の人々だけでなく、近隣の地区の人々も集っていた。